# Metaxitagma
Metaxitagma is een geslacht van vlinders van de familie dominomotten (Autostichidae), uit de onderfamilie Symmocinae.

## Soorten
- M. connivens Gozmany, 1985
- M. monotona Gozmany, 2008